# リザーブマッチ
リザーブマッチは、格闘技のトーナメント方式において、負傷による出場辞退などに備えて行う試合のことである。K-1 WGPやPRIDE GP決勝戦におけるワンデイトーナメントが開催される際に、トーナメントが始まる前に行われる。トーナメント出場選手が負傷などで出場を辞退、体重超過やドーピングなどで失格となれば、リザーブマッチの勝者が代役としてトーナメントに出場。
K-1 WGPの公式ルールによれば、トーナメント戦に参加する権利の優先順位を、
1. リザーブマッチの勝者
2. トーナメントの対戦相手(敗者)
3. リザーブマッチの敗者

とし、前試合においてKO負けおよび強度のダメージが残っているとリングドクターが判断した選手については、上記の順位に関係なく出場は認められない、としている。
PRIDEでリザーバーがトーナメント本選に出場した例はイベントが消滅した2007年まで1度もなかった。「PRIDE 武士道 -其の十三-」において、パウロ・フィリォが負傷により決勝戦を棄権したが、トーナメントルールにより決勝に進出したのは、リザーブマッチを勝ち抜いたゲガール・ムサシではなく三崎和雄であった。

## 主なリザーブマッチ出場選手

### PRIDE
- ヴァンダレイ・シウバ（PRIDE GRANDPRIX 2000 開幕戦）
- ダン・ヘンダーソン（PRIDE GRANDPRIX 2003 決勝戦）
- ムリーロ・ブスタマンチ（同上）
- ケビン・ランデルマン（PRIDE GRANDPRIX 2004 決勝戦）
- ロン・ウォーターマン（同上）
- 中村和裕（PRIDE GRANDPRIX 2005 決勝戦）
- イゴール・ボブチャンチン（同上）